# Limbaj de programare multiparadigmă
Un limbaj de programare multiparadigmă este un limbaj de programare care suportă mai mult de o paradigmă de programare.